# Frontera entre Guinea y Malí
La frontera entre Guinea y Malí es la línea fronteriza de trazado este-oeste que separa el noroeste de la república de Malí del sudeste de la república de Guinea en África Central, separando las regiones guineanas de Labé, Faranah y Kankan de las regiones malienses de Kayes, Koulikoro y Sikasso. Tiene 858 km de longitud. Es atravesada por numerosos ríos. Al oeste comienza con la triple frontera entre Guinea, Malí y Senegal y sigue hacia el este hasta la mitad de la extensión, luego sigue hacia el sur hasta la triple frontera entre ambos países y Costa de Marfil. En 2017 se produjeron disputas entre aldeanos guineanos y malienses por la explotación minera de oro que causaron 17 muertos.